# بونساكو
بونساكو؛ بلدية في مقاطعة بيزا تقع في منطقة توسكانا الإيطالية، تحديداً على بعد حوالي 50 كيلومتر (31 ميل) جنوب غرب فلورنسا وحوالي 20 كيلومتر (12 ميل) جنوب شرق بيزا.

## الجغرافيا
تعتبر بلدية بونساكو فرازيوني ( أي من القرى المحيطة بالبلدة الرئيسية ) كاموجليانو, لو ميلوري وفال دي كافا.
تقع بونساكو على حدود البلديات التالية: Capannoli ،Casciana Terme Lari، Pontedera.

## المدن التوأم
- Brignais، France
- Nanoro، Burkina Faso
- Treuchtlingen، Germany
- Agounit، Western Sahara